# Sara Sotillo
Sara Sotillo Guillén (San Miguel, departamento de Panamá, Colombia; 19 de abril de 1900 - Ciudad de Panamá, Panamá; 16 de diciembre de 1961) fue una educadora, dirigente magisterial y feminista panameña, miembro fundadora de la primera Asociación Feminista de Panamá y de la Asociación Magisterio Panameño Unido. Participó activamente en la aprobación de la Ley Orgánica de Educación y la Ley de Escalafón, leyes que brindaron estabilidad laboral y una escala salarial unificada a los educadores panameños, entre otros beneficios.

## Primeros años
Nació en 19 de abril de 1900 en el poblado de San Miguel del Archipiélago de las Perlas, ubicado en el Océano Pacífico, Provincia de Panamá. Vivió ahí con sus padres Braulio Sotillo y Bathilia Guillén y sus hermanos mayores Francisco Sotillo y María del Carmen Sotillo, hasta que, siendo aún Sara muy pequeña, la familia decidió trasladarse a la Ciudad de Panamá, que en ese entonces era capital del departamento de Panamá que hacía parte de Colombia.
Cursó estudios primarios en la Escuela de las Hermanas Cristianas y en la Escuela Anexa a la Normal. Luego realizó estudios secundarios en la Escuela Normal de Institutoras donde se graduó como maestra de enseñanza primaria en el año 1919. A los 19 años inició labores como maestra en la Escuela de Garachiné, en la provincia de Darién y luego de dos años se trasladó a la Escuela Manuel José Hurtado, en la Ciudad de Panamá en donde ejerció como educadora por veintinueve años.

## Labor como feminista

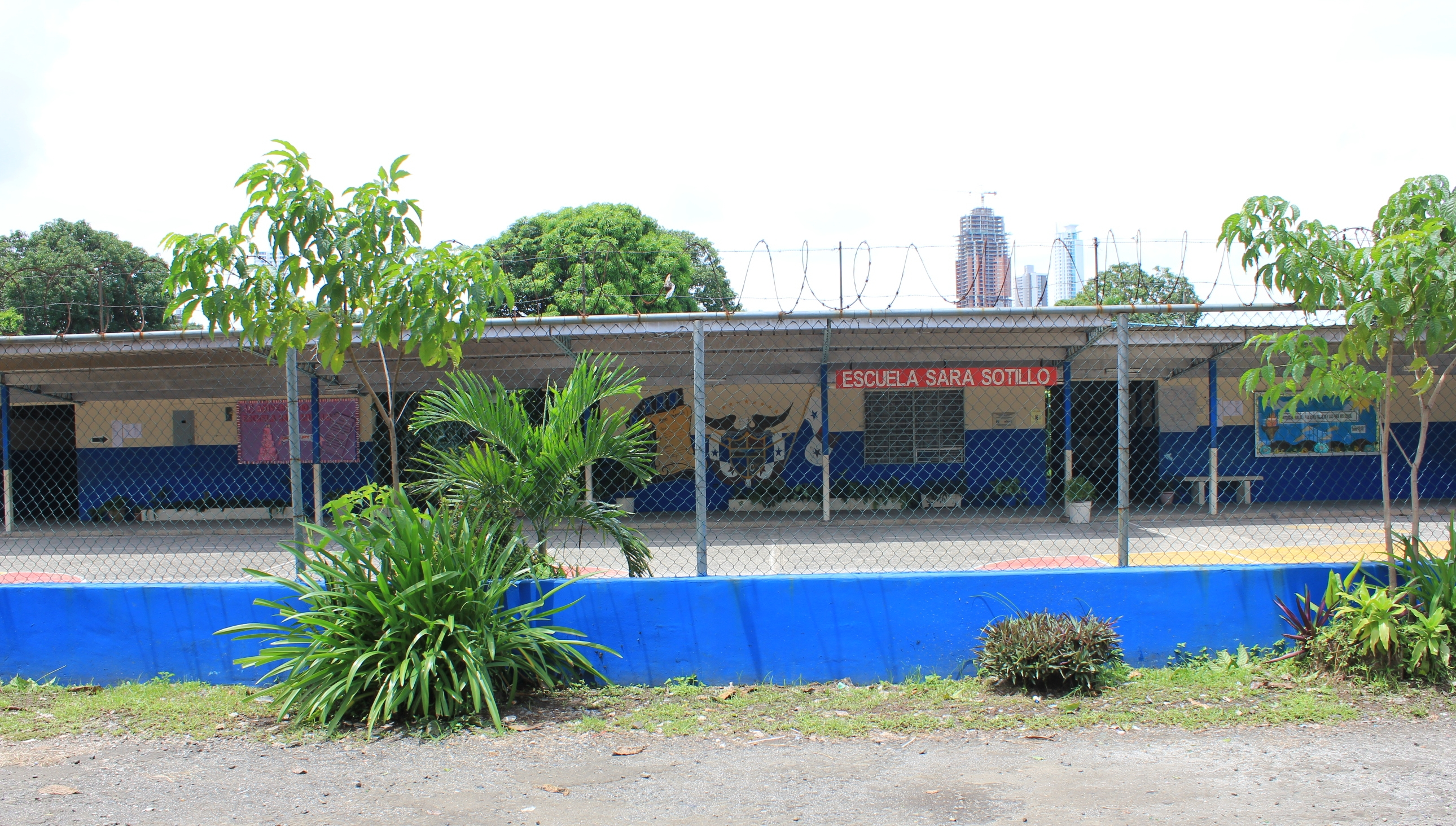
Escuela Sara Sotillo en el sector de Panamá Viejo, Ciudad de Panamá.

En diciembre de 1922, en conjunto con las feministas de la época Clara González de Behringer, Enriqueta Morales, Elida Campodónico de Crespo y Sara María Barrera, fundan la primera Asociación Feminista de Panamá.  Esta asociación tenía entre sus objetivos promover la independencia económica de las mujeres y la igualdad con el hombre en los derechos y responsabilidad ante la ley, entre otros.
En el año 1923 participa como delegada en el Primer Congreso Feminista celebrado en Panamá, en donde se aprobó fundar el Partido Nacional Feminista y la Escuela de Cultura Femenina; esta última, establecida un año más tarde en la Escuela Manuel José Hurtado y dirigida a mujeres casadas o solteras mayores de 16 años. Operó de forma gratuita durante siete años y estuvo dirigida por un grupo de educadoras lideradas por Sara Sotillo.  Como miembro del Partido Nacional Feminista, llegó a ocupar la segunda vicepresidencia de la junta directiva participando de manera activa en la lucha por los derechos civiles y políticos de la mujer.
En el año 1925 el Partido Nacional Feminista presentó a la Asamblea Nacional un memorial en el cual se solicitaban reivindicaciones sociales y políticas en beneficio de la mujer, documento que se constituyó en la base para la creación y aprobación de las Leyes 43 y 52 que reformaron la situación jurídica y civil de las mujeres en Panamá.

## Labor como dirigente magisterial

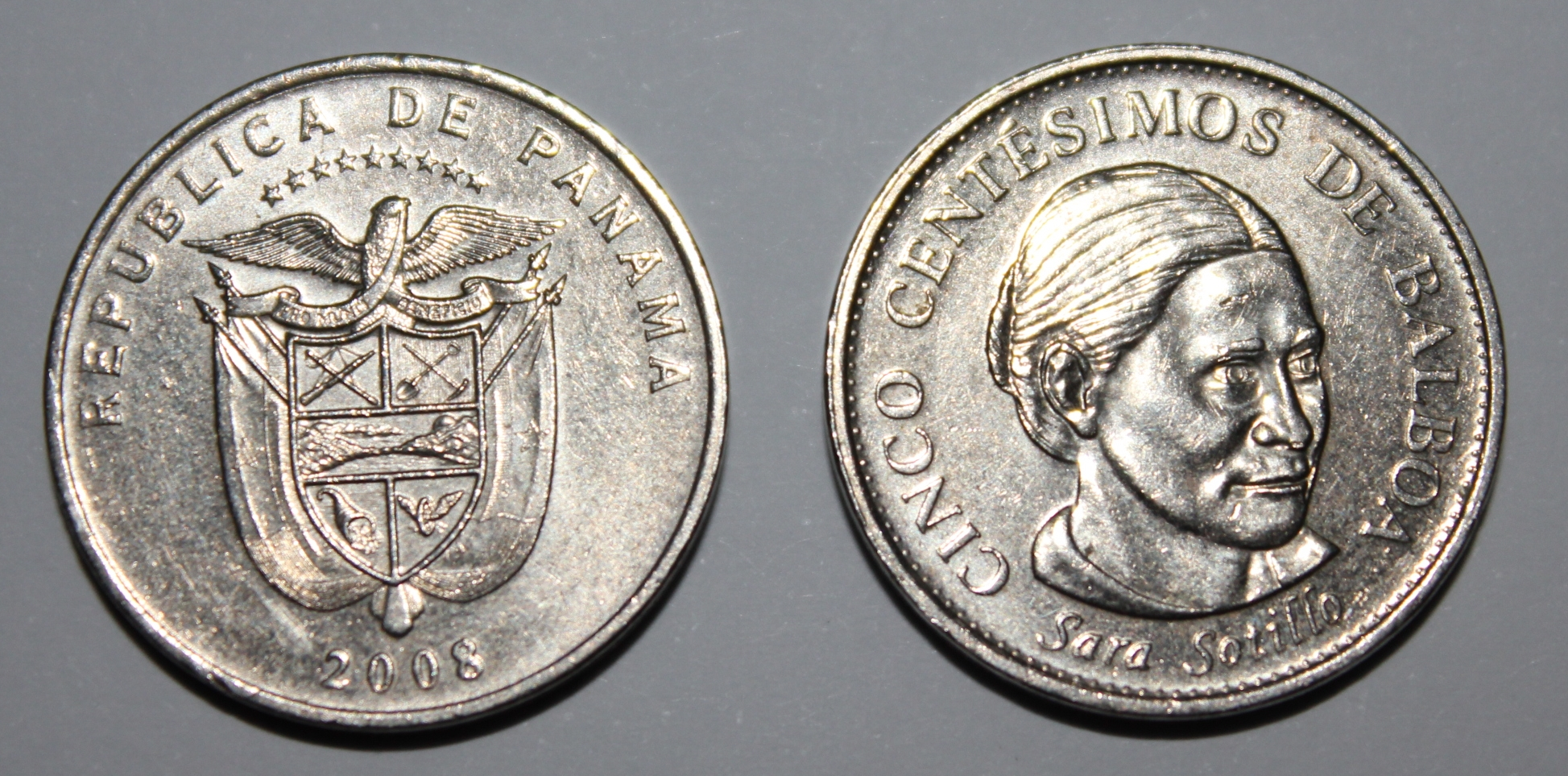
Moneda de 5 centésimos de balboa acuñada en honor a Sara Sotillo en el año 2008 por el Gobierno Nacional.

En el año 1944 en conjunto con otros docentes funda la Asociación Magisterio Panameño Unido, institución que jugó un rol preponderante en la aprobación de Ley 47 del 24 de septiembre de 1946, (Ley Orgánica de Educación) y de la ley 36 del 14 de septiembre de 1946 (Ley de Escalafón), que le dio estabilidad a los educadores.
Igualmente participó activamente en la aprobación de la Ley 11 del 26 de enero de 1951, mediante la cual se estableció una comisión conformada por maestros y representantes del Ministerio de Educación para clasificar por categorías y méritos a los educadores.
En el año 1948 con el fin de combatir el alto índice de analfabetismo existente en el país, Sara Sotillo dirige la primera campaña de alfabetización dirigida a adultos para la cual confeccionó unas cartillas de enseñanza llamadas ALAS que fueron publicadas en los diarios Panamá América y la Estrella de Panamá. Para esta campaña, Sara Sotillo buscó el apoyo de personajes políticos de la época tales como el Dr. Harmodio Arias Madrid y Don Tomás Gabriel Duque, ya que no contó con el apoyo del Ministerio de Educación.
Un año más tarde, Sara Sotillo, preocupada por mejorar las condiciones de vivienda de los docentes del Magisterio Panameño Unido gestiona la primera barriada residencial de educadores en América Central, llamada Barriada de Miraflores. También fundó el Banco del Maestro que en sus primeros años benefició a muchos educadores, convirtiéndose posteriormente en la Cooperativa de Ahorro y Crédito R.L. del Magisterio Panameño Unido.
Consciente de las luchas sociales, participó en el movimiento de rechazo al Convenio Filós-Hines en el año 1947.
Su defensa por los derechos a los educadores le supuso enemigos dentro del gobierno que entorpecieron su proceso de jubilación, retrasándolo por dos años.  Así, cuando por ley un docente tenía derecho a jubilarse luego de veintiocho años de servicio profesional, Sara Sotillo cumplió casi treinta años de servicio antes de poder hacer efectiva su jubilación.

## Vida personal
Sara Sotillo nunca se casó ni tuvo hijos. Era de contextura delgada y de alta estatura, tez morena, labios delgados y grandes ojos negros.  Elocuente, positiva y amante de la pintura, vivió modestamente con su sueldo de maestra, que en su época era de 50.00 balboas (equivalente a 50 dólares estadounidenses), y rechazó todo tipo de ascenso en su carrera, incluyendo puestos políticos como legisladora en la Asamblea Legislativa y Ministra de Educación, para poder actuar con libertad y firmeza en sus luchas magisteriales.
Murió el 16 de diciembre de 1961.  Sus colegas educadores la velaron en la sede de la Asociación Magisterio Panameño Unido después de una significativa eucaristía de cuerpo presente en la iglesia de Cristo Rey en la Ciudad de Panamá.  Miles de personas acompañaron los restos de Sara Sotillo en el trayecto del cortejo fúnebre desde la iglesia de Cristo Rey hasta el Cementerio Amador en donde fue enterrada.

## Reconocimientos

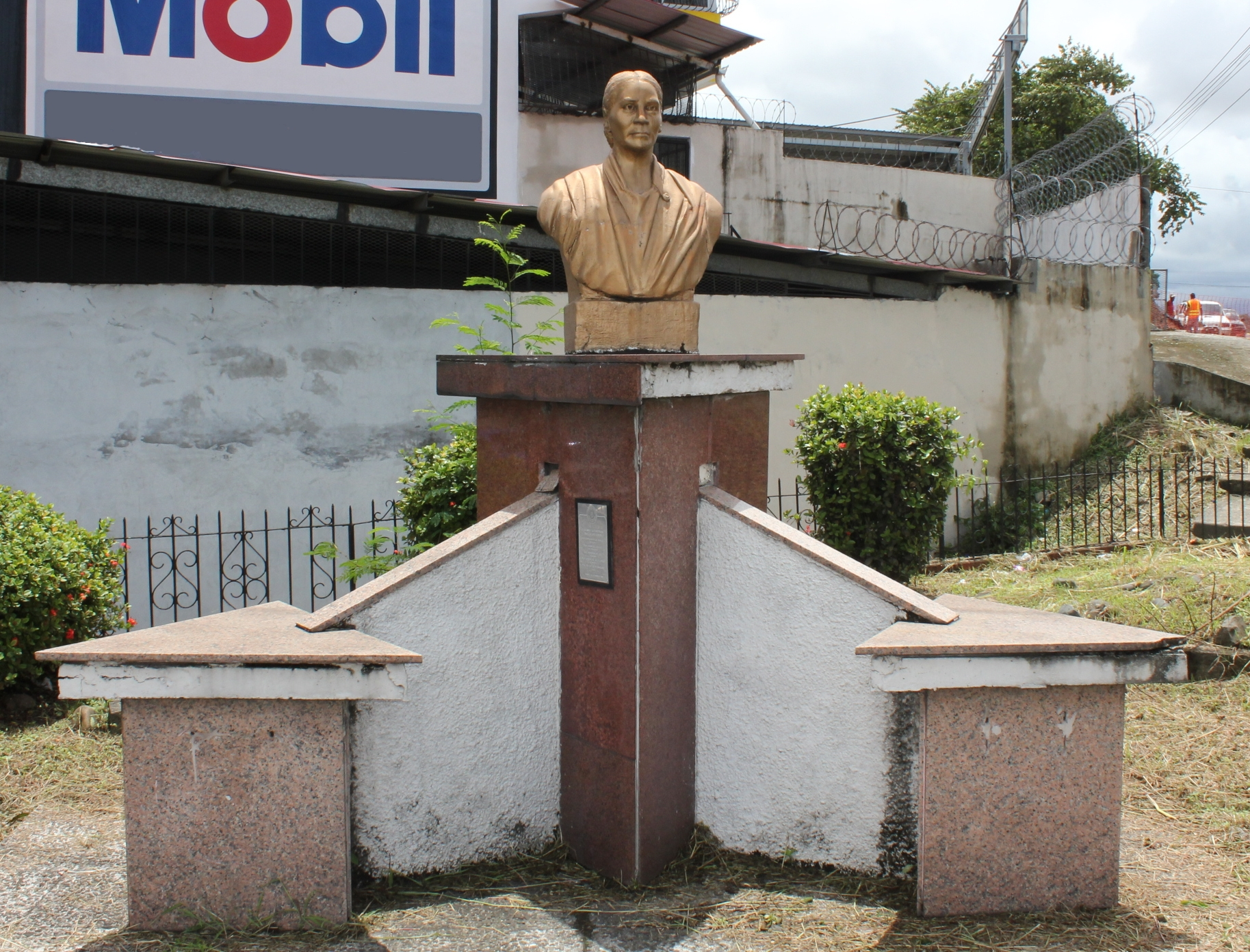
Busto de Sara Sotillo en el Corregimiento de Bethania, Panamá.

- Un centro educativo primario fue nombrado en su honor en el corregimiento de Parque Lefevre, Ciudad de Panamá.[10]
- En 2008 se develó un busto de Sara Sotillo en el parque del corregimiento de Bethania, Ciudad de Panamá.[11]
- Como homenaje póstumo el Gobierno de Panamá le concedió la Orden Manuel José Hurtado, que se entrega a los educadores destacados del país.[2]
- En 2002, el Gobierno de Panamá acuñó 500 mil balboas en monedas de cinco centésimos con el rostro de Sara Sotillo en el anverso y el Escudo de Panamá en el reverso.[12]